# Laila Stien

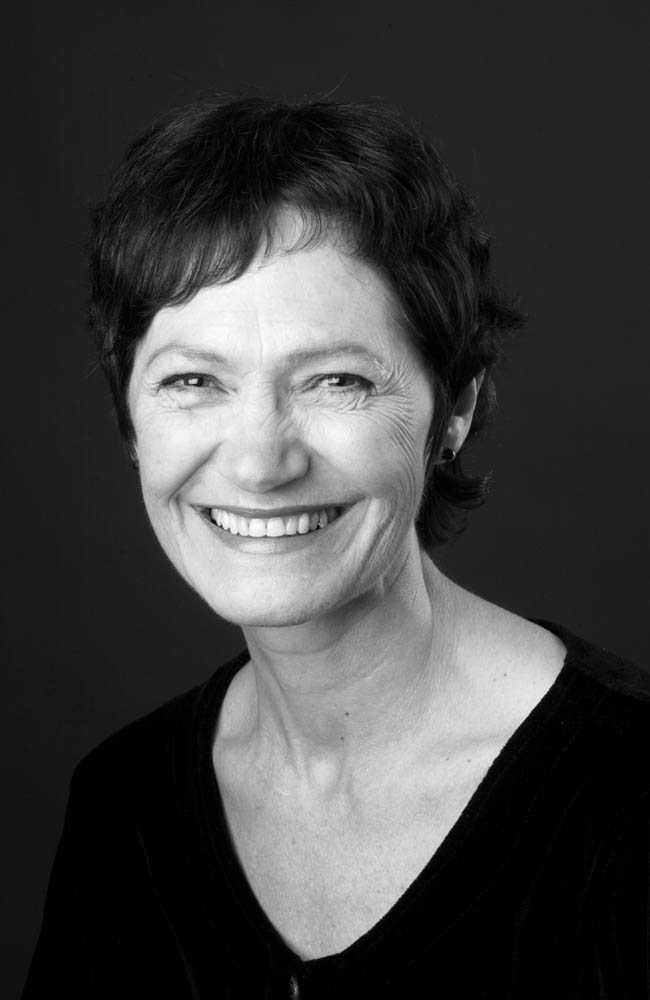
Laila Stien (2010)

Laila Stien (* 16. Mai 1946 in Hemnes, Norwegen) ist eine norwegische Schriftstellerin.

## Leben
Laila Stien wuchs in Rana auf. Sie studierte Ethnologie, Samische Sprachen und Sozialanthropologie an der Universität Oslo. Anschließend zog sie nach Finnmark. Mit der Kurzgeschichtensammlung Nyveien debütierte sie 1979 als Schriftstellerin. Mit Vekselsang schrieb sie ihren bisher einzigen Roman. Stien konzentrierte sich hauptsächlich auf Kurzgeschichten, Kinderbücher und Übersetzungen samischer Schriftsteller, darunter Synnøve Persen, Rauni Magga Lukkari und Nils-Aslak Valkeapää.
Großen Erfolg hatte sie mit ihrem 1993 veröffentlichten Kinderbuch Å plukke en smørblomst. Im selben Jahr wurde es mit dem Kritikerprisen für das beste Kinder- und Jugendbuch des Jahres ausgezeichnet. Nach einer Übersetzung von Gabriele Haefs erschien es 1998 unter dem deutschen Titel Wie pflücke ich eine Butterblume? beim Sauerländer Verlag. Eine Zweite Auflage wurde 2005 vom Carlsen Verlag herausgegeben.
Für ihre 1999 erschienene Novelle Gjennom glass wurde Stien im darauf folgenden Jahr mit dem Havmannpreis und dem Aschehoug-Literaturpreis ausgezeichnet. 2024 wurde sie mit dem Dobloug-Preis ausgezeichnet.
Stien ist mit einem Redakteur verheiratet. Der gemeinsame Sohn ist der Motorcrossfahrer Ailo Gaup.

## Werke (Auswahl)
Romane
- Vekselsang (1997)

Novellen
- Nyveien (1979)
- Fuglan veit (1984)
- Sånt som skjer  (1988)
- I det fri (1994)
- Gjennom glass (1999)
- Svømmetak (2001)
- Veranda med sol (2003)
- Hjem til jul (2010)

Kinderbücher
- I farta (1986)
- Ole P og den merkverdige sola (1990)
- Å plukke en smørblomst (1993; Deutsch: Wie pflücke ich eine Butterblume?, Sauerländer-Verlag, Salzburg 1997, ISBN 3-7941-4253-5)
- Klar, ferdig, kjør! (1998; Deutsch: Mein Bruder, der Champion, Sauerländer-Verlag, Düsseldorf 2003, ISBN 3-7941-6004-5)
- Ei jente på scooteren (1999)